# Parajapyx unidentatus
Parajapyx unidentatus är en urinsektsart som först beskrevs av Ewing 1941.  Parajapyx unidentatus ingår i släktet Parajapyx och familjen Parajapygidae. Inga underarter finns listade i Catalogue of Life.